# Alpha Coronae Australis
Alpha Coronae Australis (Alphekka Meridiana, Alfecca Meridiana, 44 Coronae Australis) é uma estrela na direção da Corona Australis. Possui uma ascensão reta de 19h 09m 28.28s e uma declinação de −37° 54′ 15.3″. Sua magnitude aparente é igual a 4.11. Considerando sua distância de 130 anos-luz em relação à Terra, sua magnitude absoluta é igual a 1.11. Pertence à classe espectral A0/A1V.